# (29891) 1999 GQ37
A (29891) 1999 GQ37 a Naprendszer kisbolygóövében található aszteroida. A LINEAR projekt keretében fedezték fel 1999. április 12-én.